# Liste der Spielstätten der National Hockey League
Die folgende Liste enthält alle Spielstätten der National Hockey League (NHL) der Saison 2024/25.
| Stadion                  | Plätze | Kosten in USD  | Eröffnung          | Verein                | Ort                         |  |
| ------------------------ | ------ | -------------- | ------------------ | --------------------- | --------------------------- |  |
| Amalie Arena             | 19.092 | 139 Mio.       | 20. Oktober 1996   | Tampa Bay Lightning   | Tampa, Florida              |  |
| Amerant Bank Arena       | 19.250 | 184 Mio.       | 3. Oktober 1998    | Florida Panthers      | Sunrise, Florida            |  |
| American Airlines Center | 18.532 | 420 Mio.       | 17. Juli 2001      | Dallas Stars          | Dallas, Texas               |  |
| Ball Arena               | 17.809 | 187 Mio.       | 1. Oktober 1999    | Colorado Avalanche    | Denver, Colorado            |  |
| Bridgestone Arena        | 17.113 | 144 Mio.       | 18. Dezember 1996  | Nashville Predators   | Nashville, Tennessee        |  |
| Canada Life Centre       | 15.321 | 133,5 Mio. CAD | 16. November 2004  | Winnipeg Jets         | Winnipeg, Manitoba          |  |
| Canadian Tire Centre     | 18.655 | 170 Mio. CAD   | 15. Januar 1996    | Ottawa Senators       | Ottawa, Ontario             |  |
| Capital One Arena        | 18.573 | 260 Mio.       | 2. Dezember 1997   | Washington Capitals   | Washington, D.C.            |  |
| Centre Bell              | 21.105 | 270 Mio. CAD   | 16. März 1996      | Canadiens de Montréal | Montreal, Québec            |  |
| Climate Pledge Arena     | 17.151 | 1150 Mio.      | 19. Oktober 2021   | Seattle Kraken        | Seattle, Washington         |  |
| Crypto.com Arena         | 18.230 | 375 Mio.       | 17. Oktober 1999   | Los Angeles Kings     | Los Angeles, Kalifornien    |  |
| Delta Center             | 14.000 | 93 Mio.        | 9. Oktober 1991    | Utah Mammoth          | Salt Lake City, Utah        |  |
| Enterprise Center        | 18.096 | 135 Mio.       | 8. Oktober 1994    | St. Louis Blues       | St. Louis, Missouri         |  |
| Honda Center             | 17.174 | 123 Mio.       | 17. Juni 1993      | Anaheim Ducks         | Anaheim, Kalifornien        |  |
| KeyBank Center           | 19.070 | 127,5 Mio.     | 21. September 1996 | Buffalo Sabres        | Buffalo, New York           |  |
| Lenovo Center            | 18.700 | 158 Mio.       | 29. Oktober 1999   | Carolina Hurricanes   | Raleigh, North Carolina     |  |
| Little Caesars Arena     | 19.515 | 862,9 Mio.     | 5. September 2017  | Detroit Red Wings     | Detroit, Michigan           |  |
| Madison Square Garden    | 18.006 | 123 Mio.       | 11. Februar 1968   | New York Rangers      | New York City, New York     |  |
| Nationwide Arena         | 18.500 | 175 Mio.       | 9. September 2000  | Columbus Blue Jackets | Columbus, Ohio              |  |
| PPG Paints Arena         | 18.187 | 321 Mio.       | 18. August 2010    | Pittsburgh Penguins   | Pittsburgh, Pennsylvania    |  |
| Prudential Center        | 16.514 | 375 Mio.       | 25. Oktober 2007   | New Jersey Devils     | Newark, New Jersey          |  |
| Rogers Arena             | 18.910 | 160 Mio. CAD   | 21. September 1995 | Vancouver Canucks     | Vancouver, British Columbia |  |
| Rogers Place             | 18.347 | 483,5 Mio. CAD | 8. September 2016  | Edmonton Oilers       | Edmonton, Alberta           |  |
| SAP Center               | 17.435 | 162,5 Mio.     | 7. September 1993  | San Jose Sharks       | San José, Kalifornien       |  |
| Scotiabank Arena         | 18.800 | 265 Mio. CAD   | 19. Februar 1999   | Toronto Maple Leafs   | Toronto, Ontario            |  |
| Scotiabank Saddledome    | 19.289 | 97,7 Mio. CAD  | 15. Oktober 1983   | Calgary Flames        | Calgary, Alberta            |  |
| TD Garden                | 17.850 | 160 Mio.       | 30. September 1995 | Boston Bruins         | Boston, Massachusetts       |  |
| T-Mobile Arena           | 17.500 | 375 Mio.       | 6. April 2016      | Vegas Golden Knights  | Paradise, Nevada            |  |
| UBS Arena                | 17.255 | 1000 Mio.      | 20. November 2021  | New York Islanders    | Elmont, New York            |  |
| United Center            | 19.717 | 175 Mio.       | 18. August 1994    | Chicago Blackhawks    | Chicago, Illinois           |  |
| Wells Fargo Center       | 19.173 | 210 Mio.       | 12. August 1996    | Philadelphia Flyers   | Philadelphia, Pennsylvania  |  |
| Xcel Energy Center       | 17.954 | 170 Mio.       | 29. September 2000 | Minnesota Wild        | Saint Paul, Minnesota       |  |